# Джагбуб
Джагбу́б, Джа́рабуб (араб. الجغبوب‎, итал. Giarabub) — оазис на северо-востоке Ливийской пустыни, в Ливии, близ границы с Египтом.
Длина составляет 40 км, ширина — 20 км. Оазис расположен во впадине на 15 м ниже уровня моря. Соединён автодорогой с побережьем Средиземного моря; узел караванных путей, связывающих север Ливии с севером Египта. Культивирование финиковой пальмы.
Джагбуб — религиозный центр мусульман-сенуситов.